# Iwanauka (rejon chojnicki)
Iwanauka (biał. Іванаўка, ros. Ивановка, Iwanowka) – wieś na Białorusi, w obwodzie homelskim, w rejonie chojnickim, w sielsowiecie Streliczewo. W 1921 roku w miejscu obecnej wsi nie było żadnych zabudowań.